# Christer Bothén
Christer Bothén, född 13 september 1941 i Göteborg, är en svensk musiker, kompositör och konstnär. Hans huvudinstrument är basklarinett och kontrabasklarinett samt Donso n’Goni och Guimbri. 
Bothén började spela klarinett som tolvåring. I början av 1960-talet startade han bland annat en trio influerad av Jimmy Giuffres musik. Han studerade också konst på Valands konsthögskola 1962–1967. Åren 1971–1972 bodde Bothén i Mali där han studerade jägarnas musik och harplutan Donso n’Goni för mästerspelmannen Broema Dombia i Bougouni, Wassoulou. År 1977 började han studera gnawamusik för mästaren Maalem Abdellatif Elmakhzoumi i Marrakech i Marocko, vilket pågick  med varierande intensitet fram till dennes död i februari 2017. 
Från tidigt 1970-tal och framåt samarbetade Bothén till och från med trumpetaren Don Cherry och han blev dennes lärare i Donso n’Goni. Cherry och Bothén turnerade tillsammans med Bengt Berger genom Europa. Senare spelade de i New York och på Newport Jazz Festival tillsammans med Frank Lowe, Carlos Ward, Charly Handen, Ed Blackwell och Moki Cherry. Bothén spelar tillsammans med medlemmar ur The Jazz Composer's Orchestra och bland annat guimbri på soundtracket till Alejandro Jodorowskys film Holy Mountain.  Bothén bildade 1974 tillsammans med Bengt Berger, Kjell Westling och Nikke Ström gruppen Spjärnsvallet och var medlem av musikerkollektivet Ett minne för livet från 1978. Under 1970-talet var Bothén medlem i Bitter Funeral Beer Band samt spelade till och från i Archimedes badkar.
I början av 1980-talet bildade Bothén bandet Bolon Bata, ett band som spelade hans egna kompositioner och turnerade flitigt runt om i Sverige; medlemmar var bland andra Bosse Skoglund, Marianne N’Lemvo och Ulf Lindén. Bandet blev senare Bolon X med bland andra Morgan Ågren och Rafael Sida. Gruppen samarbetade med Ailo Gaup och Inga Jusso, jojkare från Nordkalotten. I slutet av 1990-talet startade Bothén en ny grupp, Christer Bothén Acoustic Ensemble med bestod av varierande medlemmar, bland andra Mats Gustafsson, Paal Nilsen-Love, Kjell Nordeson, David Stackenäs, Per-Åke Holmlander, Johan Berthling, Ola Norrman och Tommy Skotte. Medlem i Mats Gustafssons Fire! Orchestra och Nu Ensemble, samt Goran Kajfeš Tropique.

## Utmärkelser & priser
2020  - Kungliga Musikaliska Akademiens Jazzpris